# Bicellariella alderi
Bicellariella alderi är en mossdjursart som först beskrevs av Busk 1859.  Bicellariella alderi ingår i släktet Bicellariella och familjen Bicellariellidae. Arten är reproducerande i Sverige.